# Hvalsey

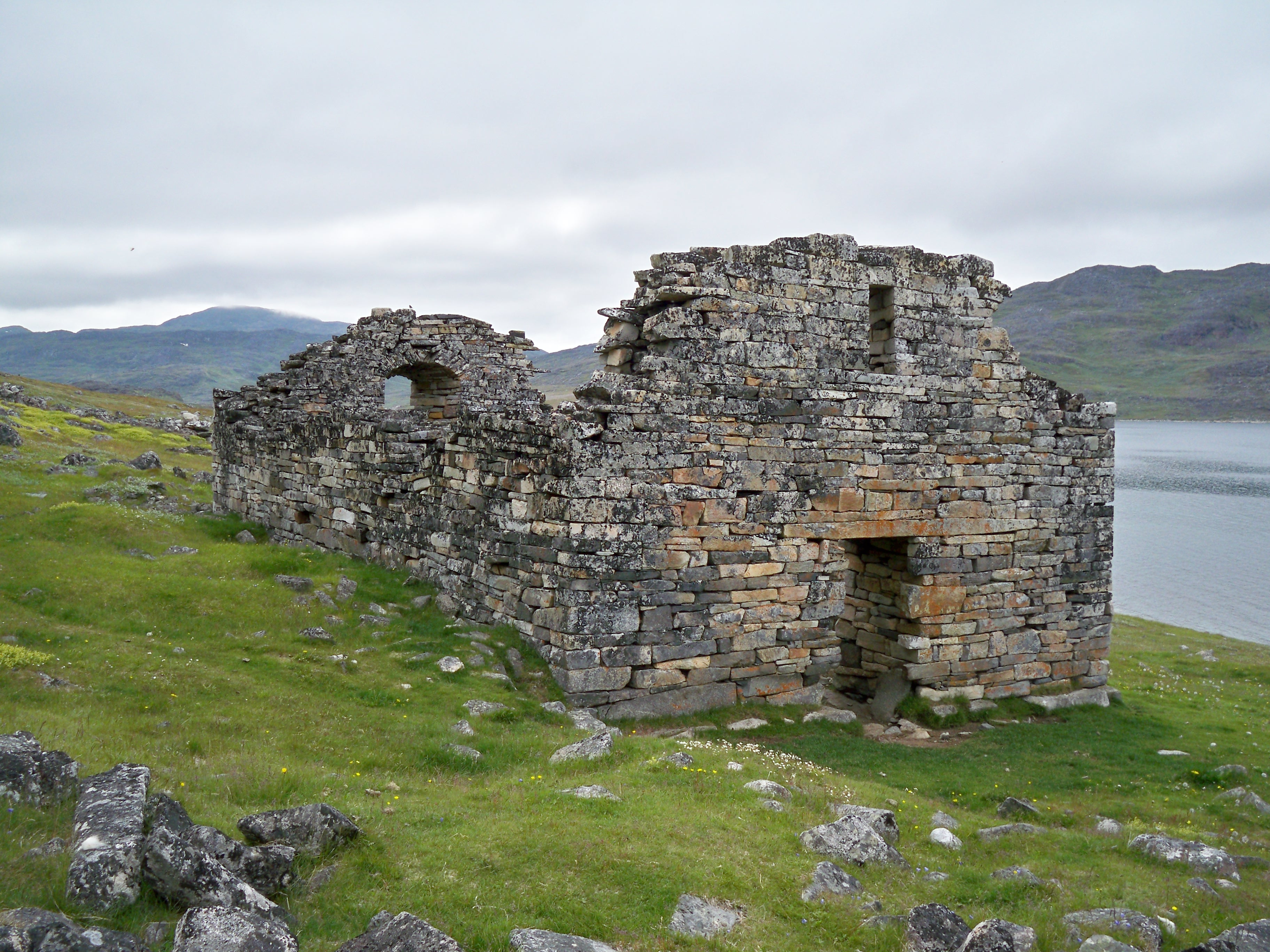
Biserica Hvalsey

 Hvalsey (în groelandeză Qaqortukulooq) localizat lângă Qaqortoq, Groenlanda este situl arheologic cel mai întins și bine conservat din zona numită Așezarea de Est (Hvalseyjarfjordkirkja). Situl a fost cândva o colonie, stabilită de Þorkell Farserkur, unchiul lui Erik cel Roșu la sfârșitul secolului al X-lea, conform Cărții Așezărilor.
Ultimele știri despre sit sunt legate de o nuntă oficiată în 1408 la biserica așezării. Mirii se vor stabili doi ani mai târziu în Islanda. Detalii despre aceste lucruri s-au păstrat în corespondența dintre delegații papali în Islanda și Vatican.
Dovezile arheologice arată extincția lentă a coloniei norvegiene în următoarele secole. Abia în 1721 o expediție comercială și clericală condusă de misionarul norvegian Hans Egede au găsit urmele a ceea ce a fost odinioară o așezare norvegiană în sudul Groenlandei, de mult dispărută.